# Бой у Кровавого Бора
Бой у Кровавого Бора — эпизод советско-польской войны, произошедший после сражения на Немане.

## Ситуация на фронте
В сентябре 1920 года, после сражения под Варшавой, польская армия повторно вошла в Беларусь, тесня большевиков на восток. По территории современной Гродненской области отступали части советской 3-й армии. «Красные» двигались по шоссе Гродно — Лида.
Утром 27 сентября передовые части Войско Польского получили приказ атаковать Лиду. Удар по городу наносился с севера и запада — от Радуни и вдоль дороги из Гродно. Среди наступавших — Минский полк (1100 бойцов) 1-й пехотной дивизии легионеров. Накануне, в Василишках, формирование внезапной атакой вынудило 5-ю стрелковую бригаду 2-го стрелкового полка беспорядочно отступить, преследовав противника в направлении Лебеды. За Минским полком двигались Виленский полк (1200 бойцов), артиллерия, командование 1-й литовско-белорусской дивизии и обоз.

## Ход боя
В 13:00 авангард Минского полка вошёл в деревню Паперня. 2-й батальон формирования двинулся к переправам на речке Лебеда. Одновременно к переправам с запада подходили главные силы 3-й советской армии, отходившие к Лиде. Часть успела перейти на восточный берег Лебеды — 2-я и 6-я стрелковые бригады. «Красные» остановились на отдых у лесного массива Кровавый Бор к северу от переправы близ деревни Феликсово. При этом войска встали без боевого охранения.
Поляки, выйдя из леса, наткнулись на отдыхавших красноармейцев. 2-й батальон тут же атаковал и рассеял войска противника. Польские солдаты прошли к деревне Лебеда. Здесь размещался штаб армии, который срочно покинул населённый пункт. Перед отходом командарм Лазаревич дал приказ 5-й стрелковой дивизии о наступлении с запада на переправу, дабы отбить её. Далее штаб под вражеским огнём выехал в Лиду. Связь командования с частями была утрачена. Фактически советские формирования на местах стали действовать самостоятельно, без общего руководства.
С востока начала контратаку 18-я стрелковая бригада из 6-й стрелковой дивизии, с запада — 2-я и 5-я стрелковые дивизии. Польский 2-й батальон отошёл в лес, где занял оборону и продержался до прибытия подкрепления. Поляки вышли в поле и начали штурм Феликсова и Лебеды. Под вечер Минскому полку пришлось отступить к Кровавому Бору. В 19:00 к месту прибыл Виленский полк. Сразу же было организовано новое наступление на переправы. Виленский полк занял позиции над рекой, а понёсший значительные потери Минский отошёл в резерв к лесу. В это время бойцам сообщили о взятии Гродно, что значительно их ободрило.
Неожиданно в 20:00 к переправам подошла по шоссе 56-я стрелковая дивизия. В 21:00 большевики провели вторую контратаку. Вскоре к сражению присоединились части 2-й и 6-й стрелковых дивизий. Бои продолжались в темноте, в некоторых местах врукопашную. К часу ночи 28 сентября польские подразделения в очередной раз были оттеснены к Кровавому Бору. Советские силы овладели шоссе, по которому до 4-х часов утра отходили к Лиде части 3-й армии.

## Итоги
По итогу сражения у Кровавого Бора была дезорганизована деятельность штаба 3-й советской армии. «Красные» не добились успеха, так как им пришлось изменить путь отхода: вместо Молодечно отходить к Барановичам. Задержка дивизий 3-й армии облегчила боевую задачу Войску Польскому по захвату Лиды и созданию преграды для отхода большевиков.
«Красные» потеряли несколько сотен убитыми и ранеными, около 1000 пленных, 12 орудий, 15 пулемётов. Со стороны Войска Польского было 130 убитых, 230 раненых и 410 пропавших без вести. Большинство пропавших составили солдаты, потерявшиеся в ночной мгле в лесах, но вышедшие оттуда на следующий день. Несколько десятков пропавших попали в плен к противнику. Однако на следующий день пленников расстреляли.